# Cyprian Godebski (poète)
Pour les articles homonymes, voir Cyprian Godebski.
Cyprian Godebski, né en 1765 et mort le 19 avril 1809 à Raszyn, est un officier, poète et nouvelliste polonais, père de Franciszek Ksawery Godebski (en). 

## Biographie
Issue d'une famille noble membre du clan Godziemba, Cyprian Godebski voit le jour en Volhynie en 1765. Il effectue ses premières études chez les piaristes de Dąbrowica, en Polésie. Destiné au barreau, il embrasse la cause révolutionnaire polonaise en 1794. 
Godebski sert plus tard dans les légions polonaises de 1798 jusqu'à 1801 avec le grade de capitaine. Entre 1803 et 1806, il devient avec Ksawery Kossecki un éditeur de l'almanach Zabawy Przyjemne i Pożyteczne. À partir de 1805, il est membre de la Société royale des amis des sciences de Varsovie. 

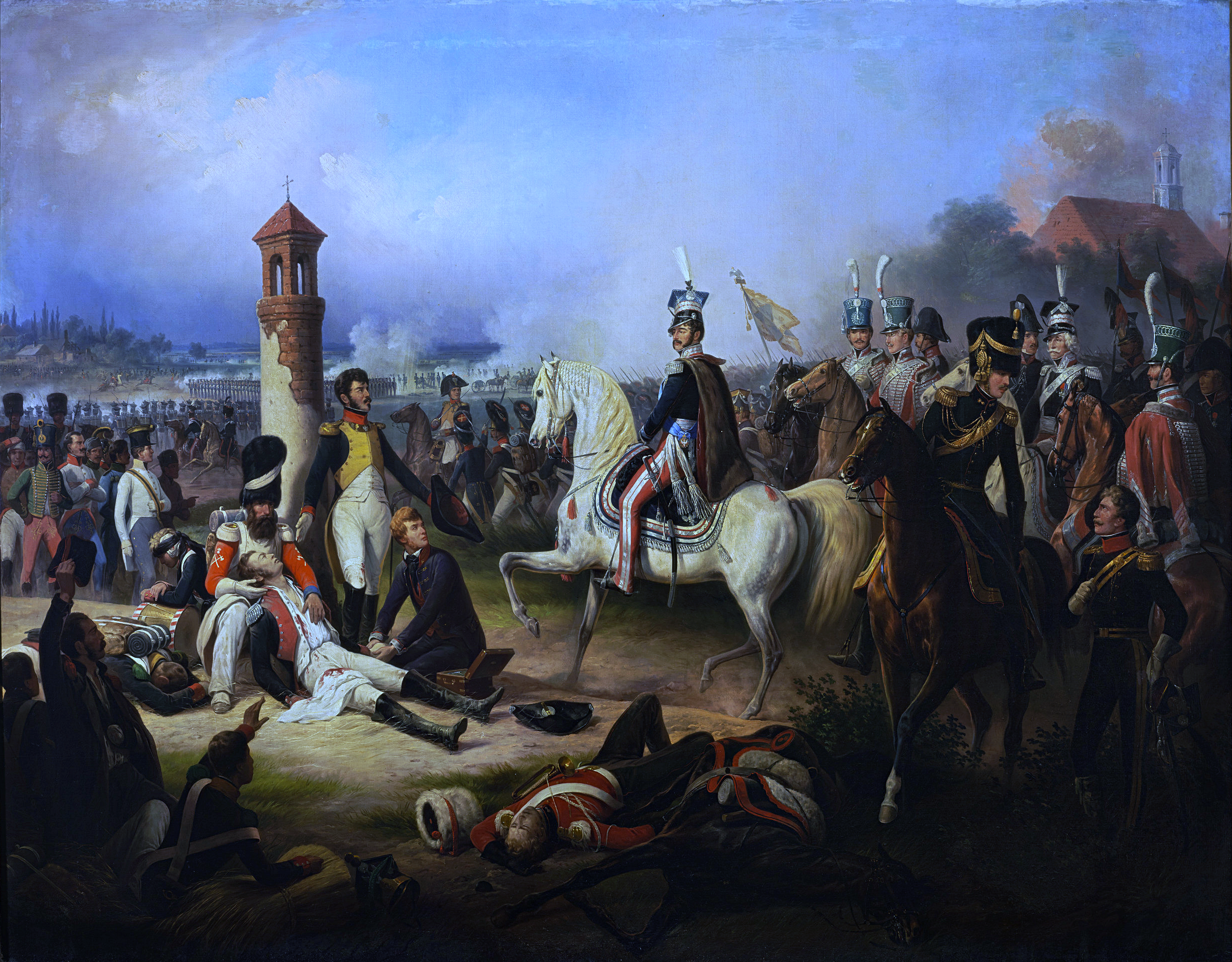
Mort de Cyprian Godebski à la bataille de Raszyn, par January Suchodolski.

Lors de l'entrée des armées françaises en Pologne en 1806, Godebski offre ses services et reçoit le commandement du 8e régiment de l'armée polonaise du duché de Varsovie, avec le grade de colonel. Après le traité de Tilsitt, il est nommé par le maréchal Davout commandant de la forteresse de Modlin. Déçu par la politique de Napoléon envers la Pologne, il meurt le 19 avril 1809 lors de la bataille de Raszyn à la tête de ses 1 500 hommes. Il était chevalier de l'Ordre militaire de Virtuti Militari.